# 川勝広成
川勝 広成（かわかつ ひろなり）は、江戸時代前期から中期の旗本。広氏流川勝家の2代当主。

## 生涯
川勝広氏の嫡男として江戸に生まれた。寛文4年（1664年）8月9日、初めて将軍徳川家綱に謁見した。延宝6年（1678年）3月29日、小姓組に列し、延宝8年（1680年）3月26日に蔵米300俵を給わった。
貞享4年（1687年）12月9日、父広氏の死去により、その家督（丹波国氷上郡内700石）を継ぎ、先の蔵米は返上した。
正徳3年（1713年）閏5月21日没した。没年齢不詳。家督は養子の広良が継いだ。